# サンクトペテルブルク・ダム

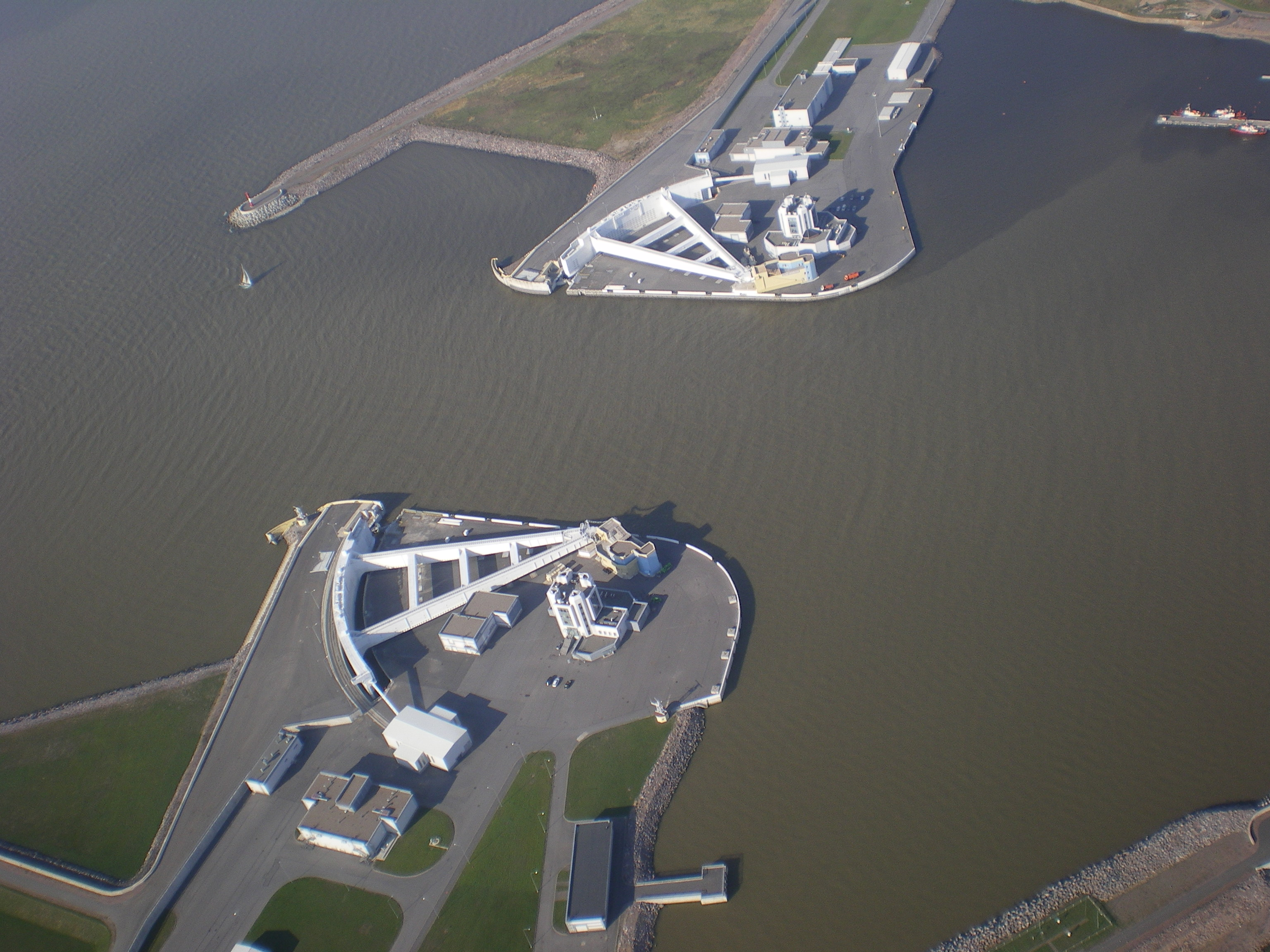
ダムの船舶航行口S-1（Navigation Pass S-1 ）

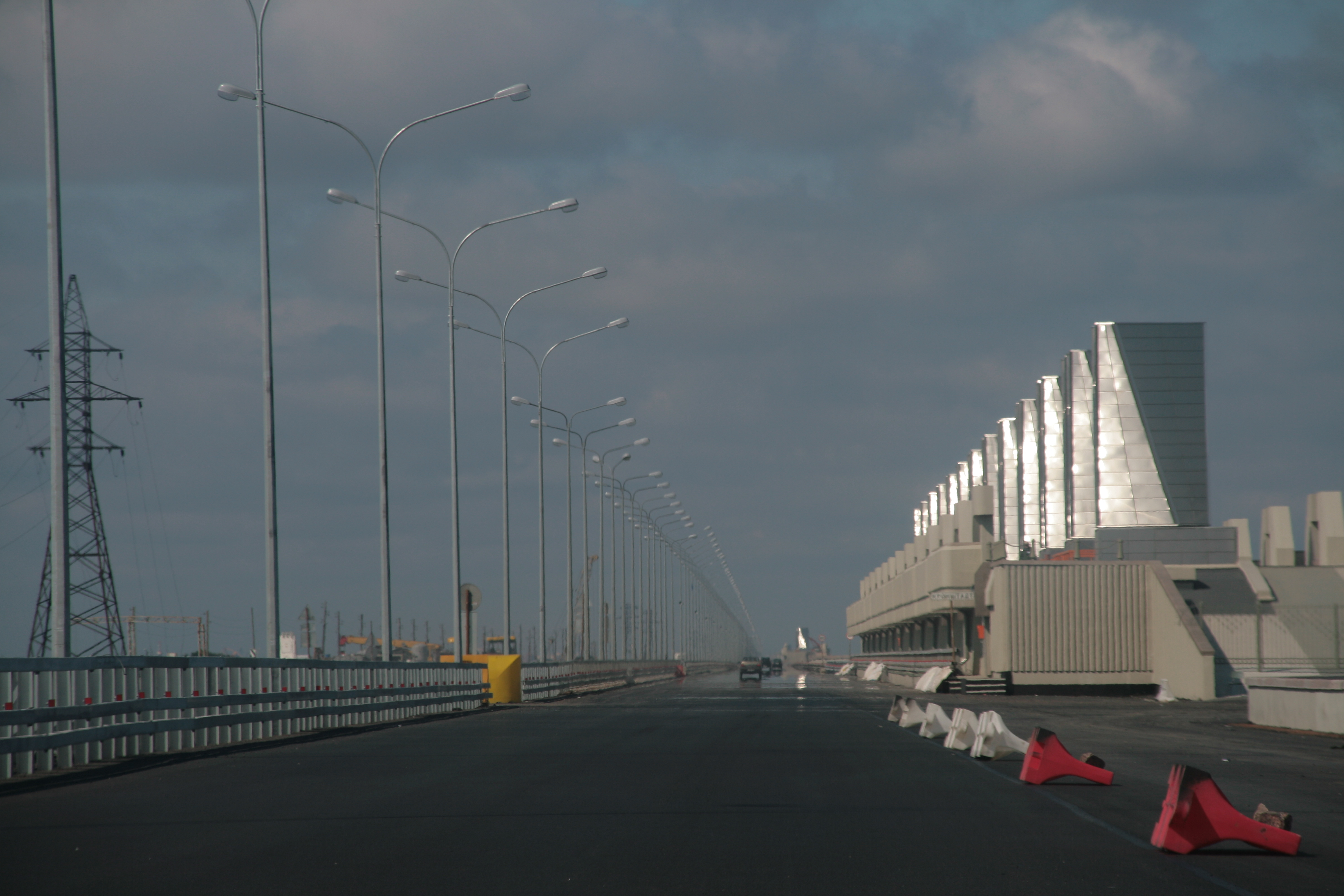
ダム上のサンクトペテルブルク環状道路

サンクトペテルブルク・ダム（英語: St. Petersburg Dam）またはサンクトペテルブルク洪水防止複合施設はロシア第二の都市サンクトペテルブルクを高潮による洪水から守るためにフィンランド湾に2011年に完工した防潮堤で、長さ25 km。ダム上をサンクトペテルブルク環状道路も通っていて、湾の海水の浄化施設もある複合建築である。

## ダムの詳細
ダムはファインランド湾の真ん中のクロンシュタット軍港があるコトリン島（Kotlin Island）を中心にして北と南へ建設されている。総延長25 kmで、5mの高潮に耐える設計で、北と南にそれぞれ船舶を通す口がある。1980年代に建設を始めたが、1990年代のソ連崩壊の混乱時期に建設中止になり、その後継続されて、2011年に完成した。

## 高潮の歴史
サンクトペテルブルクは17世紀にネヴァ川の河口の湿地を埋め立てて建設されている。このため高潮には弱く、都市建設後に何回かの高潮という自然災害に襲われている。
1824年の高潮被害が最もひどく、通常の海水位から4.2メートル高くなり、外交官・作家のアレクサンドル・グリボエードフは「全運河の岸がなくなり、全運河は一つになってしまった。夏宮殿の年輪100年の木々が倒れて、地面から投げ倒されて、軒並みの下をさらけ出していた。」と書いている。高波が引いた後は、569人が亡くなり、数千人がけがをしたか病気になり、300棟のビルが流されてしまった。この事件は作家アレクサンドル・プーシュキンが長編詩『青銅の騎士』に書いている。
この他に1777年にも1924年にも、記録的な高潮があった。最近の例では 1998年10月18～19日には、高潮が2.2メートルに達している。

## 防潮堤の建設

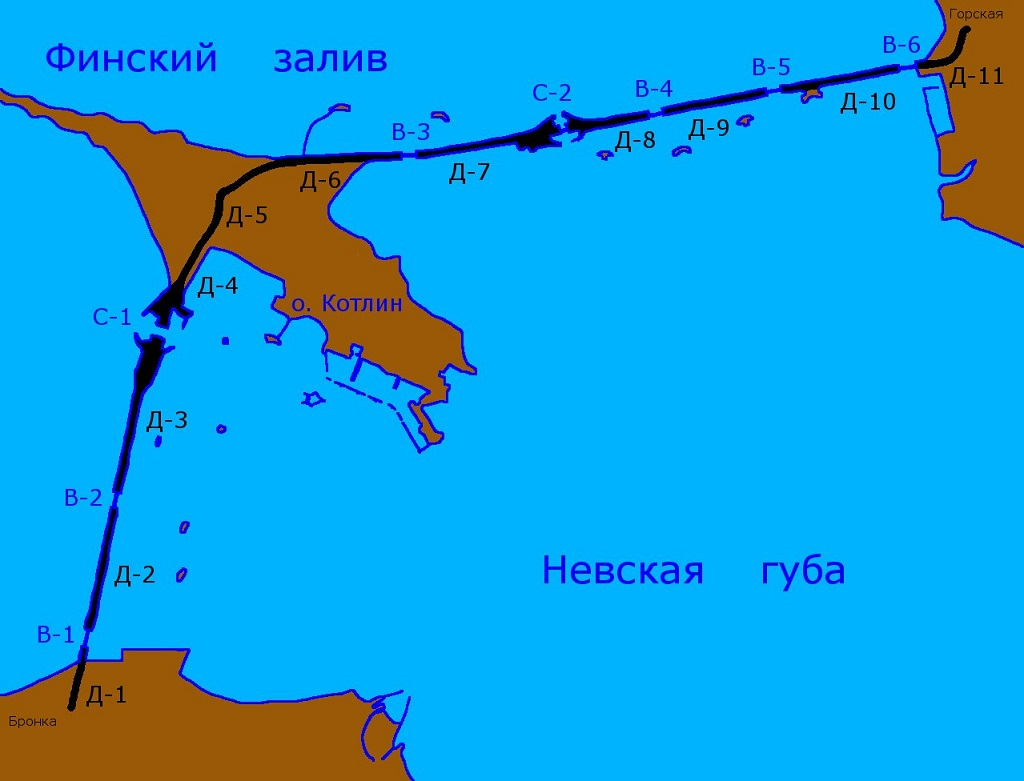
サンクトペテルブルク・ダムの計画

防潮堤の建設はロシア帝国の政治家、科学者が提案してきた。しかし、ソ連時代に計画が具体的になり、1955年の洪水の経験で、計画を具体的に推し進めるようにになった。いくつかの案が出され、総延長25.4kmで、11のダムをつなぎ合わせ、6路線の道路を通すような計画になった。
1979年に防潮堤の建設が始まり、1995年まで続いた。しかしソ連の崩壊の混乱で建設は中止されて、やっと2005年に建設が継続されて、2011年8月12日にプーチン大統領が出席してサンクトペテルブルク環状道路の完工と合わせたオープニングがあった。
総工費は1090億ルーブル（38.5億米ドル）を要し、11のダムを繋ぎ合わせ、ダムで囲われたネヴァ湾の海水を浄化する11の施設がある。

## 反対意見
ダムにより海水の自然の流れが滞り、ネヴァ湾の海水の汚染が心配されている。
クロンシュタットは世界遺産であるが、このダムの建設で一部が破壊されている。

## 参照項目
- クロンシュタット
- ネヴァ湾 (Neva Bay)